# Federico Aparici
Federico Aparici y Soriano (Valencia, 4 de febrero de 1832-Madrid, 30 de noviembre de 1917) fue un arquitecto español. Conocido por haber dirigido las obras de la Basílica de Santa María la Real de Covadonga en Asturias (1877-1901). Fue catedrático de Construcción en la Escuela Superior de Arquitectura de Madrid.

## Biografía
En Valencia se educa hasta lograr el bachillerato en 1850. Ese mismo año es nombrado profesor sustituto de matemáticas en la Facultad de Ciencias de la Universidad de Valencia. A la edad de veintidós años se traslada a Madrid e ingresa en la Escuela Superior de Arquitectura de Madrid. Finaliza la carrera en el año 1855 y comienza un año después las labores de docencia por oposición en el Real Instituto Industrial en la Cátedra de Construcciones Civiles. En ese mismo año, fue galardonado en la facultad, recibiendo el proyecto de realizar el monumento-sepulcro de Mendizábal, Calatrava y Argüelles. 
Realizó las obras de la basílica de Covadonga durante el periodo 1877-1901 con los diseños de historicismo medieval del arquitecto Roberto Frassinelli. En Oviedo proyectó también la iglesia de las Salesas, sita en la calle 9 de Mayo. En 1892 comienza a levantar el Gran Hotel Pelayo de Covadonga, en estilo neo-románico. En Madrid, residía en la calle Ferraz n.º 82, vivienda en la que falleció.